# Christian Cherfils
Ne doit pas être confondu avec Jean-Baptiste-Michel Cherfils.
Pour les articles homonymes, voir Cherfils.
Jean-Baptiste Alphonse Marie Christian Cherfils, né le 13 mars 1858 à Martigny et mort le 10 février 1926 à Paris, est un peintre, écrivain et sociologue français. 

## Biographie
Christian Cherfils est le fils de Jean-Baptiste Alphonse Cherfils et de Louise Brindejonc de Bermingham. Marié avec Marie Lafargue de Grangeneuve puis avec Laure Ballu, il est le beau-père de Malford W. Thewlis.
Il expose dès 1902 au Salon des Indépendants et présente en 1926 à la Rétrospective des Indépendants les toiles Mimes, Offrandes, Jardin au printemps, Jeune fille, Fleurs et broussailles et Montagnes. 
Membre de la Société de Sociologie de Paris, il est en 1912 à l'origine d'une édition condensée du Système de politique positive d'Auguste Comte, il publie aussi des études sociologiques telle Bonaparte et l'islam éditée dans la Revue internationale de sociologie en 1912 ou il « démontre « la persistance de l'action profonde exercée sur Bonaparte par la religion du Prophète, qu'il aimait » ».
Il meurt le 10 février 1926 en son domicile dans le 16e arrondissement de Paris, et, il est inhumé au Cimetière parisien de Bagneux (7e division)

## Publications
- De l'administration des biens personnels de la femme sous le régime de la communauté, E. Lasserre, 1877
- Pantoums, A. Lemerre, 1888
- Cœur, A. Lemerre, 1889
- Musiques de la vie, A. Lemerre, 1891
- Un essai de religion scientifique, introduction à Wronski, philosophe et réformateur, Fischbacher, 1898
- Le Portrait ovale, pantomime en 3 actes et 2 ballets, tiré d'Edgar Poe, A. Messein, 1905
- Mimes et ballets grecs, A. Messein, 1908
- L'Esthétique positiviste, exposé d'ensemble d'après les textes, A. Messein, 1909
- Auguste Comte au Panthéon, L. Vanier, 1910
- Le Monothéisme islamique (Mahomet), 1913
- Bonaparte et l'Islam d'après les documents français et arabes, A. Pedone, 1914